# Zurich-Lausanne
Zurich-Lausanne est une ancienne course cycliste suisse, organisée de 1944 à 1949. L'édition 1944 est disputée sur deux étapes.

## Palmarès
| Année | Vainqueur            | Deuxième           | Troisième            |
| ----- | -------------------- | ------------------ | -------------------- |
| 1944  | Hans Knecht          | Kurt Zaugg         | Ernst Näf            |
| 1945  | Guy Lapébie          | Pietro Tarchini    | Hans Maag            |
| 1946  | Ernst Näf            | Emilio Croci Torti | Gottfried Weilenmann |
| 1947  | Renzo Zanazzi        | Pietro Tarchini    | Hugo Koblet          |
| 1948  | Oscar Plattner       | Prosper Depredomme | Charles Guyot        |
| 1949  | Camille Danguillaume | Charles Guyot      | Roger Bon            |